# Santiago de Chile

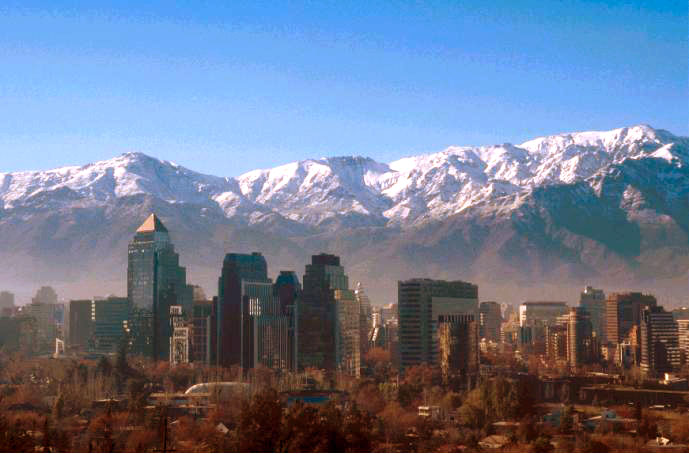
Andes phủ tuyết phía trên trung tam Santiago

Santiago de Chile (phát âm tiếng Tây Ban Nha: [sanˈtjaɣo ðe ˈtʃile], "Santiago" là tên chỉ Giacôbê, con của Zêbêđê) hay gọi ngắn là Santiago, là thủ đô Chile và cũng là thành phố lớn nhất của Chile. Thành phố tọa lạc tại độ cao 520 m, nằm ở thung lũng miền trung nước này và về mặt hành chính là một phần của Vùng đô thị Santiago. Dù Santiago là thủ đô nhưng cơ quan lập pháp họp ở Valparaíso gần đó.
Khoảng 2 thập kỷ phát triển kinh tế liên tục đã biến Santiago thành một trong những vùng đô thị tinh tế nhất châu Mỹ Latin với vùng phát triển ngoại ô rộng lớn với hạ tầng cơ sở như hệ thống đường cao tốc, tàu điện ngầm. Santiago là một trung tâm chính trị, văn hóa và kinh tế có tầm quan trọng về tài chính trong khu vực. Dân số đô thị năm 2002 của Đại đô thị Santiago là 5.456.326 người. Diện tích 81.200 ha (812 km²).

## Lịch sử

### Thành lập thành phố

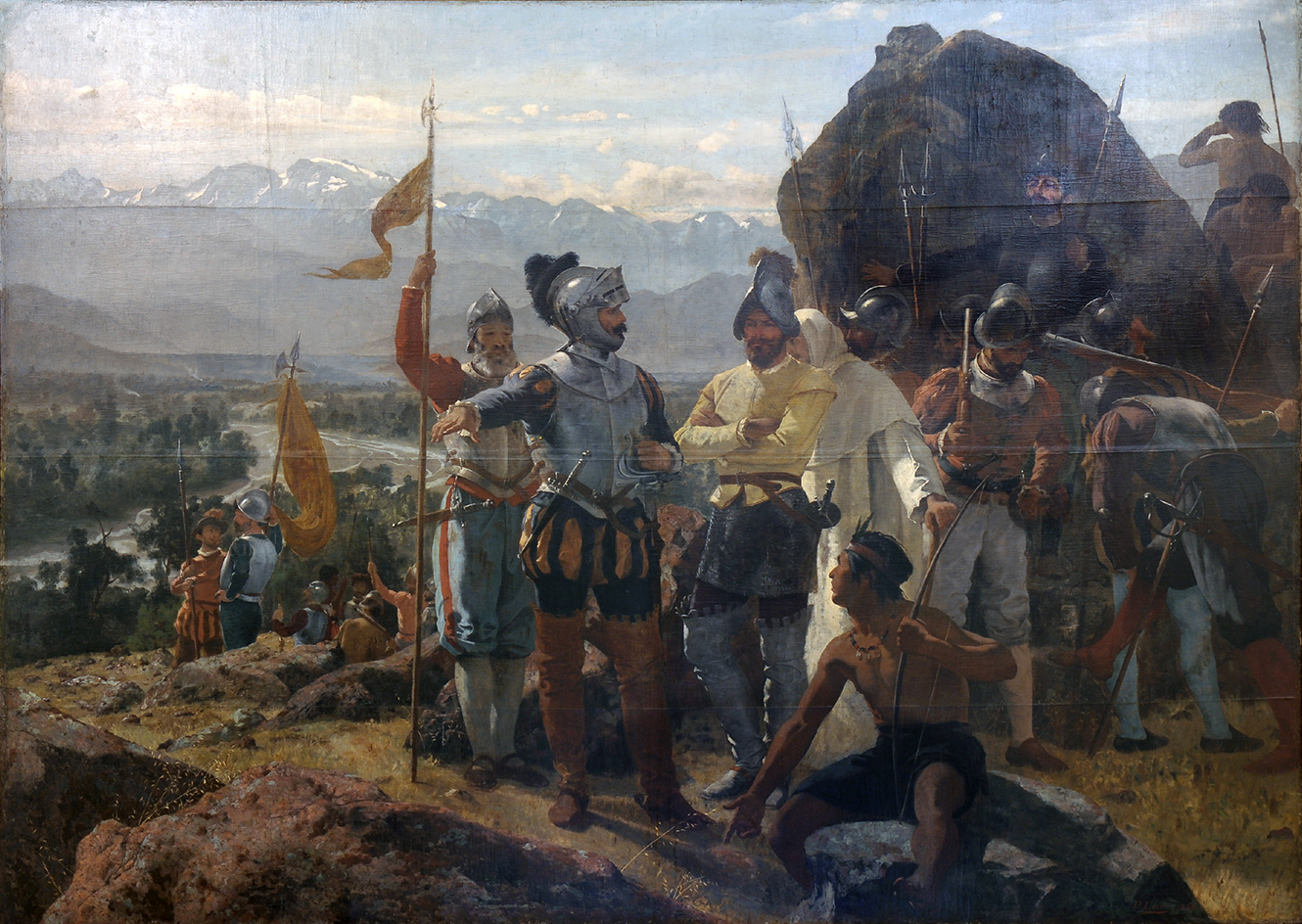
Thành lập Santiago năm 1541

Santiago là thủ đô của Chile. Santiago được thành lập bởi Conquistador Tây Ban Nha Pedro de Valdivia ngày 12 tháng hai 1541, với tên Santiago de Nueva Extremadura, tỏ lòng tôn kính Thánh James và Extremadura và trong mối quan hệ với tên đầu tiên cho Chile, Nueva Extremadura. Extremadura là nơi sinh của Valdivia ở Tây Ban Nha. Lễ thành lập được tổ chức ở đồi Huelén (sau này đổi tên Cerro Santa Lucia). Valdivia đã chọn vị trí của Santiago vì khí hậu, thảm thực vật phong phú của nó, và sự dễ dàng phòng vệ - sông Mapocho lúc đó chia thành hai nhánh và quay trở lại vùng hạ lưu, tạo thành một hòn đảo. Nhà cai trị Inca Manco Capac II cảnh báo các nhà lãnh đạo mới rằng những người dân của ông sẽ thù địch đối với những kẻ chiếm đóng. Những kẻ xâm lược Tây Ban Nha đã phải chiến đấu chống lại nạn đói gây ra sự kháng cự này. Pedro de Valdivia cuối cùng đã thành công trong việc ổn định nguồn cung cấp thực phẩm và các nguồn lực cần thiết cho Santiago để phát triển mạnh. 
Việc bố trí các khu đô thị mới bao gồm các tuyến đường thẳng 12 varas (rộng 14,35 m, cắt với những khoảng bằng nhau bởi 138 varas (165,08 m) vuông góc với nhau. Với chín tuyến đường theo hướng đông-tây và 15 theo hướng Bắc-Nam, có 126 khối phố hình thành các manzana, hoặc cắt vuông.

### Cố gắng phá hủy
Sự phản kháng tiếp tục của người dân bản địa dẫn đến một loạt các cuộc xung đột. Ngày 11 Tháng 9 năm 1541, tù trưởng Picunche, Michimalonco, đã dẫn đầu một cuộc tấn công vào Santiago, bắt đầu một cuộc chiến tranh kéo dài ba năm. Vào thời điểm đó, Conquistadores ở trong tình trạng bấp bênh, bị thiếu lương thực liên tục trong sự cô lập gần như hoàn toàn với phần còn lại của thế giới. 
Trong tháng 1 năm 1542, Pedro de Valdivia đã phái một sứ giả, Alonso de Monroy, đến Peru để thỉnh cầu giúp đỡ. Những người thực dân phải chịu 20 tháng khắc nghiệt cho đến khi de Monroy trở về từ Peru với quân tiếp viện, chấm dứt sự cô lập và tình hình nản chí của những người lính ở Santiago. Các cuộc nổi dậy cuối cùng thất bại và người dân bản địa di chuyển về phía nam. 

### Santiago thuộc địa

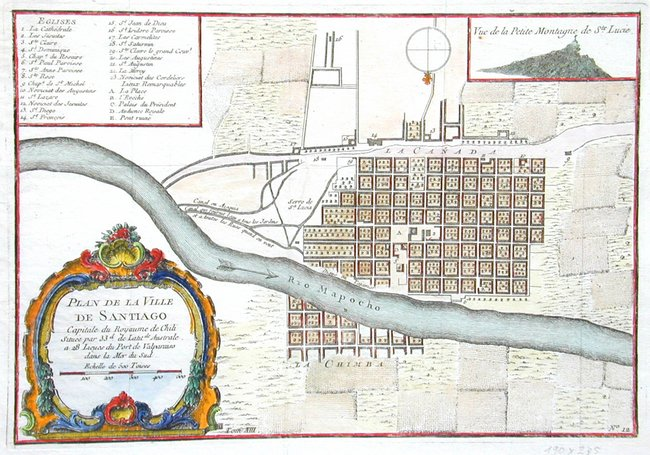
Bản đồ Santiago đầu thế kỷ 18 vào thời kỳ bắt đầu thuộc địa, phía trên bản đồ là phía nam.

Bất chấp các mối đe dọa từ các cuộc tấn công của người Anh Điêng bản địa và các thảm họa thiên nhiên như động đất và lũ lụt, Santiago đã nhanh chóng có dân định cư. Trong số 126 khối được thiết kế bởi Gamboa năm 1558, 40 đã có dân định cư vào năm 1580, trong khi các khu vực đất khi gần đó hỗ trợ hàng chục ngàn gia súc. Những người định cư đầu tiên xây dựng các tòa nhà quan trọng đầu tiên trong thành phố, bao gồm cả nhà thờ đầu tiên năm 1561 và Giáo hội của San Francisco, xây dựng vào năm 1618. Cả hai cấu trúc này được xây dựng chủ yếu bằng gạch sốnge và đá.

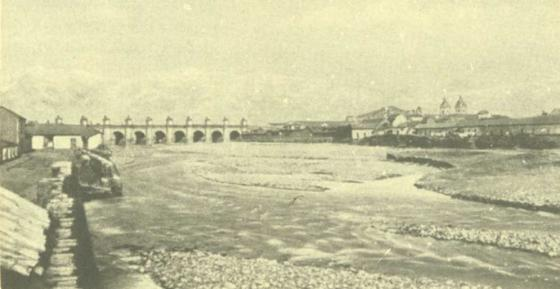
Cầu Calicanto bắc qua sông Mapocho đã là biểu tượng thành phố lúc hoàn thành năm 1779.

Năm 1767, Corregidor Luis Manuel de Zañartu bắt đầu xây dựng cây cầu Calicanto, một trong những công trình kiến trúc quan trọng nhất của toàn bộ thời kỳ thuộc địa ở Chile. Cây cầu được hoàn thành vào năm 1779 và liên kết hai nửa của thành phố qua sông Mapocho.
Năm 1770, Thống đốc Agustín de Jáuregui thuê kiến trúc sư Ý Joaquín Toesc thiết kế các công trình quan trọng khác, mặt tiền của Đại giáo đường đô thị Santiago và La Moneda, dinh tổng thống. Chính phủ Ambrosio O'Higgins cho mở một con đường lớn để Valparaíso năm 1791

### Độc lập

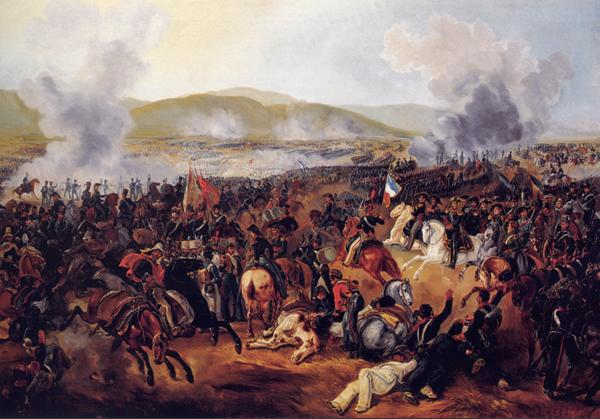
Trận Maipú, 1818

Ngày 12 1817, trận Chacabuco đã diễn ra ở một khoảng cách ngắn ở phía bắc của Santiago ở thị trấn Colina. Quân đội Argentina và Chile, chỉ huy bởi José de San Martín và Bernardo O'Higgins, chiến đấu với những người hoàng gia Tây Ban Nha. Cùng ngày, Chile tuyên bố độc lập 
Trong thời kỳ độc tài của nước Cộng hoà, từ 1830 đến 1891, hệ thống trường học đã được du nhập và đời sống văn hóa bắt đầu phát triển. Năm 1843 Universidad de Chile được thành lập, tiếp theo Pontifica Universidad Catolica vào năm 1888. Đến năm 1885, dân số của Santiago đã lên tới 189.322 người.

### Thế kỷ 19

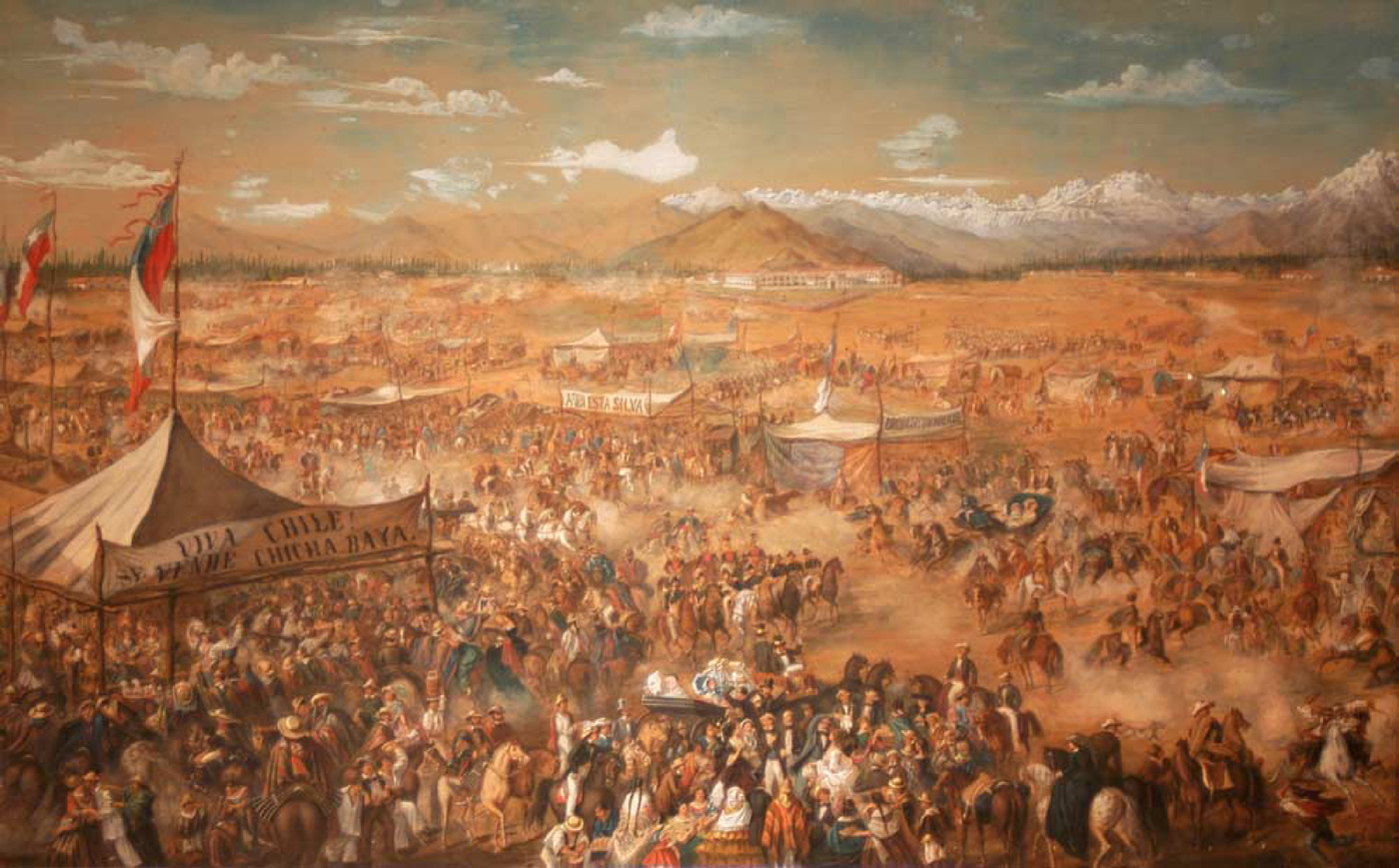
Fiestas Patrias, 1845

Trong những năm của thời đại Cộng hòa, các tổ chức như Đại học Chile (Universidad de Chile), các trường học sư phạm Preceptors, Trường Nghệ thuật và Thủ công mỹ nghệ, và Quinta Normal, trong đó bao gồm Bảo tàng Mỹ thuật (nay là Bảo tàng Khoa học và Công nghệ) và Bảo tàng Lịch sử Tự nhiên Quốc gia, đã được thành lập. Tạo ra chủ yếu để sử dụng cho giáo dục, chúng cũng đã trở thành ví dụ quy hoạch công cộng trong thời gian đó. Năm 1851, hệ thống điện tín đầu tiên nối thủ đô với cảng Valparaíso đã được khánh thành

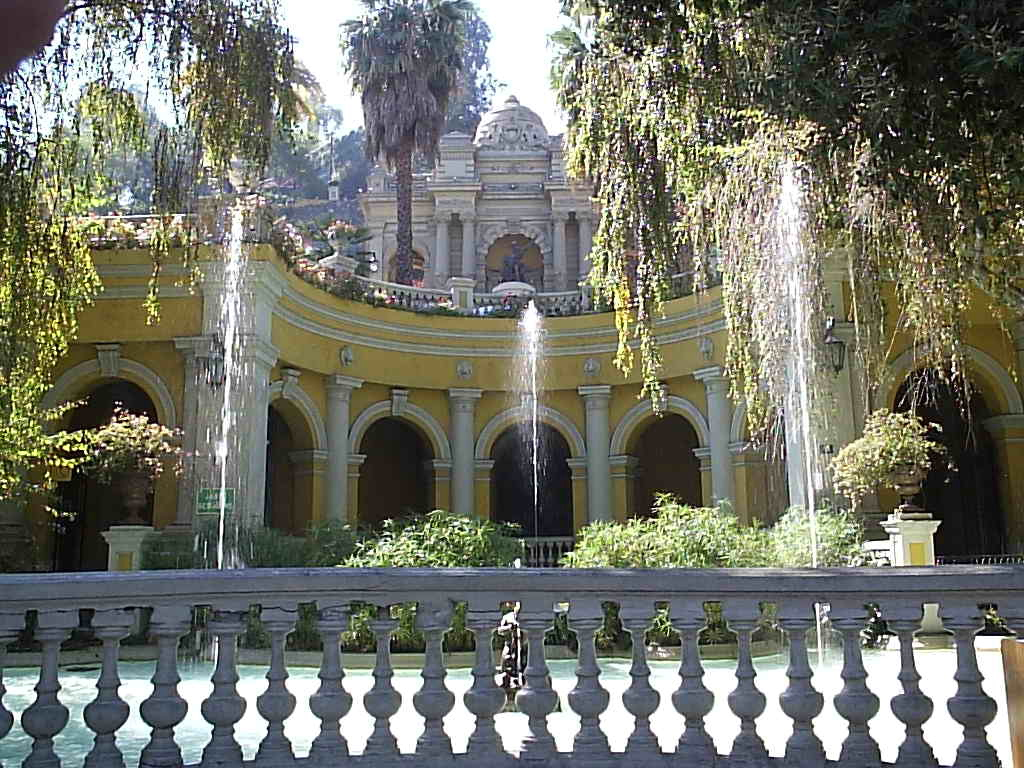
Cerro Santa Lucía

Một động lực mới trong phát triển đô thị của thủ đô đã diễn ra trong cái gọi là "Cộng hòa tự do" và Thị trưởng Benjamín Vicuña Mackenna. Trong số các công trình chính trong giai đoạn này là tu sửa Cerro Santa Lucia, mặc dù vị trí trung tâm, đã được trong hình dạng rất nghèo nàn Trong một nỗ lực để biến đổi Santiago., Vicuña Mackenna bắt đầu xây dựng "Camino de Cintura", một con đường xung quanh toàn bộ thành phố. Một công trình tái phát triển mới đại lộ Alameda biến nó thành động mạch giao thông chính của thành phố.
Cũng trong thời gian này và với các tác phẩm của công nhân xây dựng châu Âu vào năm 1873, công viên O'Higgins ra đời. Công viên, mở cửa cho công chúng, trở thành một điểm quan tâm trong Santiago do nó có các khu vườn lớn, hồ, và những con đường mòn vận chuyển. Các tòa nhà quan trọng khác đã được khai trương trong thời đại này, chẳng hạn như Teatro Municipal nhà hát opera, và Club Hípico de Santiago. Đồng thời, triển lãm quốc tế 1875 được tổ chức tại Quinta Normal.

## Địa lí
Thành phố nằm ở trung tâm của lòng chảo Santiago, một thung lũng lớn bao gồm các vùng đất rộng và màu mỡ bao quanh bởi các ngọn núi. Thành phố này có độ cao khác nhau, tăng dần từ 400 m (1.312 ft) ở các khu vực phía tây đến hơn 700 m (2.297 ft) ở các khu vực phía đông. Sân bay quốc tế Comodoro Arturo Merino Benítez ở phía tây, nằm ở độ cao 460 m (1.509 ft). Plaza Baquedano, gần trung tâm, nằm ở độ cao 570 m (1.870 ft). Sân vận động San Carlos de Apoquindo, ở rìa phía đông của thành phố, có độ cao 960 m (1.150 ft).
Lòng chảo Santiago là một phần của cuộc Đại suy thoái Trung cấp và cực kỳ phẳng, bị gián đoạn chỉ bởi một vài "đồi hòn đảo"; trong đó có Cerro Renca, Cerro Blanco và Cerro Santa Lucía. Lưu vực là khoảng 80 km (50 dặm) theo hướng bắc-nam và 35 km (22 dặm) từ đông sang tây. Sông Mapocho chảy qua thành phố.
Thành phố này nằm bên cạnh chuỗi chính của dãy Andes ở phía đông và dải ven biển Chile ở phía tây. Phía bắc giáp với Cordón de Chacabuco, dãy núi Andes. Ở biên giới phía nam là Angostura de Paine, một nhánh kéo dài của dãy núi Andes gần đến bờ biển.
Dãy núi tiếp giáp với thành phố về phía đông được gọi là Sierra de Ramón, được hình thành do hoạt động kiến tạo của San Ramón Fault. Dải này đạt đến 3296 mét tại Cerro de Ramón. Sierra de Ramón đại diện cho "Precordillera" của Andes. 20 km (12 dặm) xa hơn về phía đông là Cordillera lớn hơn của dãy núi Andes, có núi và núi lửa vượt quá 6.000 m (19.690 ft) và trên đó có một số băng hà. Cao nhất là núi Tupungato ở 6.570 m (21.555 ft). Các ngọn núi khác bao gồm Tupungatito, San José và Maipo. Cerro El Plomo là ngọn núi cao nhất có thể nhìn thấy được từ khu đô thị Santiago.
Trong những thập kỷ gần đây, tăng trưởng đô thị đã vượt quá ranh giới của thành phố, mở rộng về phía đông lên sườn dốc của Andean Precordillera. Trong các khu vực như La Dehesa, Lo Curro và El Arrayan, phát triển đô thị có mặt ở độ cao trên 1.000 mét.

## Khí hậu
Santiago thuộc khu vực có sân bay ở Pudahuel, có khí hậu khô cằn nhưng mát mẻ (BSk theo phân loại khí hậu Köppen), với mô hình Địa Trung Hải: mùa hè khô nóng (tháng 11 đến tháng 3) với nhiệt độ lên đến 35 °C (95 °F) vào những ngày nóng nhất; mùa đông (tháng 6 đến tháng 8) mát mẻ và ẩm ướt, đặc biệt mát mẻ vào buổi sáng; nhiệt độ tối đa điển hình hàng ngày là 14 °C (57 °F), nhưng có thể xuống thấp gần 0 °C (32 °F). Ở trạm khí hậu của Quinta Normal (gần trung tâm thành phố), lượng mưa trung bình là 312 mm, và ở trạm khí hậu Tobalaba (ở vùng cao gần dãy núi Andes), lượng mưa trung bình là 347 mm. Cả hai khu vực này cũng được đánh giá là "ôn đới ấm áp với mùa khô kéo dài", mang đặc điểm của khí hậu Địa Trung Hải (Csb).
Ở Pudahuel, lượng mưa trung bình năm là 282 mm (11,10 in), khoảng 80% trong số các tháng mùa thu (tháng 5 đến tháng 9), dao động từ 50 đến 80 mm (1,97 và 3,15 in) những tháng này. Số lượng tương phản với mùa rất khô trong những tháng hè giữa tháng 12 và tháng 3, khi lượng mưa trung bình không vượt quá 4 mm (0.16 in), gây ra bởi sự thống trị chống kỳ thị tiếp tục trong khoảng bảy hoặc tám tháng. Có sự khác biệt đáng kể trong thành phố, với lượng mưa ở vị trí thấp hơn Pudahuel gần sân bay thấp hơn khoảng 20% so với vị trí cũ của Quinta Normal ở gần trung tâm thành phố.
Lượng mưa Santiago rất biến thiên và bị ảnh hưởng nặng nề bởi chu kỳ dao động Nam El Nino, với những năm mưa nhiều do hiện tượng El Nino và những năm khô hạn do hiện tượng La Nina. Năm ẩm ướt nhất kể từ khi các hồ sơ bắt đầu năm 1866 là năm 1900 với 819,7 mm (32,27 in) - một phần của "phù du" từ năm 1898 đến năm 1905, trung bình 559,3 milimet (22,02 inch) trong tám năm, năm thứ hai mưa nhiều nhất là vào năm 1899 với 773,3 mm (30,44 in) - và năm khô nhất năm 1924 với 66,1 milimet (2,60 inch). Thông thường, có những đợt khô hạn thậm chí trong mùa mưa của mùa đông, bị chặn bởi những đợt mưa lớn kéo dài tương tự. Chẳng hạn, vào năm 1987, năm thứ tư ẩm ướt nhất với kỷ lục 712,1 milimet (28,04 inch), trong 36 ngày từ ngày 3 tháng 6 đến ngày 8 tháng 7 chỉ có 1,7 milimet (0,07 in), tiếp theo là 537,2 milimet (21.15 in) trong 38 ngày từ ngày 9 tháng 7 đến ngày 15 tháng 8.
Thường chỉ có mưa ở Santiago, vì lượng tuyết rơi chỉ xuất hiện ở Andes và Precordillera, hiếm khi xảy ra ở các quận phía đông, và rất hiếm ở hầu hết các thành phố. Vào mùa đông, đường tuyết là khoảng 2.100 mét (6.890 ft), và khoảng từ 1500 mét (4900 feet) đến 2900 mét (9500 feet). Thành phố này ít khi bị ảnh hưởng bởi tuyết rơi. Giai đoạn từ năm 2000 đến năm 2017 đã được đăng ký 9 lần tuyết rơi và chỉ có 2 đợt đo được tại khu vực miền Trung (năm 2007 và năm 2017). Số lượng tuyết đã ghi nhận tại Santiago vào ngày 15 tháng 7 năm 2017 dao động từ 3,0 cm ở Quinta Normal và 10,0 cm ở La Reina (Tobalaba).
Nhiệt độ thay đổi trong suốt cả năm từ mức trung bình 20 °C (68 °F) vào tháng Giêng đến 8 °C (46 °F) trong tháng 6 và tháng 7. Vào những ngày mùa hè thời tiết rất nóng, thường đạt trên 30 °C (86 °F) và cao kỷ lục gần 37 °C (99 °F), trong khi ban đêm rất dễ chịu và mát mẻ, ở mức 11 °C (52 °F). Vào mùa thu và mùa đông, nhiệt độ giảm mạnh, và thấp hơn một chút so với 10 °C (50 °F). Nhiệt độ thậm chí có thể giảm xuống 0 °C (32 °F), đặc biệt là vào buổi sáng. Nhiệt độ thấp kỉ lục ở đây là -6.8 °C (20 °F) vào tháng 7 năm 1976.
Vị trí của Santiago nằm trong lưu vực lòng chảo là một trong những yếu tố quan trọng nhất quyết định đến đặc điểm khí hậu của thành phố. Dãy núi ven biển đóng vai trò như một màn chắn ngăn chặn sự ảnh hưởng của biển, góp phần làm tăng biên độ nhiệt hàng năm và hàng ngày (sự khác biệt giữa nhiệt độ tối đa và tối thiểu có thể đạt đến hơn 14 °C) và duy trì độ ẩm tương đối thấp, gần trung bình năm là 70%. Nó cũng ngăn cản sự xâm nhập của không khí, ngoại trừ một số đám mây thấp ven biển thâm nhập vào lòng chảo thông qua các thung lũng sông.
Gió chủ yếu là từ phía Tây Nam, với tốc độ trung bình 15 km/h (9 dặm/giờ), đặc biệt là vào mùa hè; mùa đông ít gió hơn.

### Thiên tai
Do vị trí của Santiago trên vành đai lửa Thái Bình Dương ở ranh giới của tấm Nazca và Nam Mỹ, thành phố phải trải một số lượng lớn các hoạt động kiến tạo. Trận động đất đầu tiên xảy ra vào năm 1575, 34 năm sau khi Santiago được thành lập. Trận động đất ở Santiago năm 1647 tàn phá thành phố và được lấy cảm hứng từ cuốn tiểu thuyết của Heinrich von Kleist, Nạn động đất ở Chile.
Trận động đất ở Valdivia năm 1960 và trận động đất ở Algarrobo năm 1985 ảnh hưởng đến Santiago và dẫn tới sự phát triển của các tiêu chuẩn xây dựng nghiêm ngặt nhằm giảm thiểu thiệt hại do động đất trong tương lai. Trong năm 2010, Chile đã bị động đất lớn thứ sáu trong lịch sử từng ghi nhận, đạt đến mức 8.8 vào thời điểm mạnh nhất làm 525 người chết, trong đó có 13 người ở Santiago, và thiệt hại ước tính khoảng 15-30 tỷ USD. 370.000 ngôi nhà bị hư hại, nhưng mã số xây dựng được thực hiện sau trận động đất trước đó có nghĩa là bất chấp kích thước của trận động đất, thiệt hại ít hơn nhiều so với trận động đất ở Haiti năm 2010 đã gây ra một vài tuần trước, trong đó có ít nhất 100.000 người chết
| Dữ liệu khí hậu của Sân bay quốc tế Comodoro Arturo Merino Benítez, Santiago (1970–2000) | Dữ liệu khí hậu của Sân bay quốc tế Comodoro Arturo Merino Benítez, Santiago (1970–2000) | Dữ liệu khí hậu của Sân bay quốc tế Comodoro Arturo Merino Benítez, Santiago (1970–2000) | Dữ liệu khí hậu của Sân bay quốc tế Comodoro Arturo Merino Benítez, Santiago (1970–2000) | Dữ liệu khí hậu của Sân bay quốc tế Comodoro Arturo Merino Benítez, Santiago (1970–2000) | Dữ liệu khí hậu của Sân bay quốc tế Comodoro Arturo Merino Benítez, Santiago (1970–2000) | Dữ liệu khí hậu của Sân bay quốc tế Comodoro Arturo Merino Benítez, Santiago (1970–2000) | Dữ liệu khí hậu của Sân bay quốc tế Comodoro Arturo Merino Benítez, Santiago (1970–2000) | Dữ liệu khí hậu của Sân bay quốc tế Comodoro Arturo Merino Benítez, Santiago (1970–2000) | Dữ liệu khí hậu của Sân bay quốc tế Comodoro Arturo Merino Benítez, Santiago (1970–2000) | Dữ liệu khí hậu của Sân bay quốc tế Comodoro Arturo Merino Benítez, Santiago (1970–2000) | Dữ liệu khí hậu của Sân bay quốc tế Comodoro Arturo Merino Benítez, Santiago (1970–2000) | Dữ liệu khí hậu của Sân bay quốc tế Comodoro Arturo Merino Benítez, Santiago (1970–2000) | Dữ liệu khí hậu của Sân bay quốc tế Comodoro Arturo Merino Benítez, Santiago (1970–2000) |
| Tháng                                                                                    | 1                                                                                        | 2                                                                                        | 3                                                                                        | 4                                                                                        | 5                                                                                        | 6                                                                                        | 7                                                                                        | 8                                                                                        | 9                                                                                        | 10                                                                                       | 11                                                                                       | 12                                                                                       | Năm                                                                                      |
| ---------------------------------------------------------------------------------------- | ---------------------------------------------------------------------------------------- | ---------------------------------------------------------------------------------------- | ---------------------------------------------------------------------------------------- | ---------------------------------------------------------------------------------------- | ---------------------------------------------------------------------------------------- | ---------------------------------------------------------------------------------------- | ---------------------------------------------------------------------------------------- | ---------------------------------------------------------------------------------------- | ---------------------------------------------------------------------------------------- | ---------------------------------------------------------------------------------------- | ---------------------------------------------------------------------------------------- | ---------------------------------------------------------------------------------------- | ---------------------------------------------------------------------------------------- |
| Cao kỉ lục °C (°F)                                                                       | 36.1 (97.0)                                                                              | 36.2 (97.2)                                                                              | 36.7 (98.1)                                                                              | 31.9 (89.4)                                                                              | 29.8 (85.6)                                                                              | 26.5 (79.7)                                                                              | 27.5 (81.5)                                                                              | 29.2 (84.6)                                                                              | 32.4 (90.3)                                                                              | 32.4 (90.3)                                                                              | 33.7 (92.7)                                                                              | 34.5 (94.1)                                                                              | 36.7 (98.1)                                                                              |
| Trung bình ngày tối đa °C (°F)                                                           | 29.4 (84.9)                                                                              | 28.9 (84.0)                                                                              | 26.9 (80.4)                                                                              | 22.8 (73.0)                                                                              | 18.2 (64.8)                                                                              | 14.8 (58.6)                                                                              | 14.3 (57.7)                                                                              | 16.2 (61.2)                                                                              | 18.4 (65.1)                                                                              | 22.0 (71.6)                                                                              | 25.3 (77.5)                                                                              | 28.1 (82.6)                                                                              | 22.1 (71.8)                                                                              |
| Trung bình ngày °C (°F)                                                                  | 20.7 (69.3)                                                                              | 19.9 (67.8)                                                                              | 17.8 (64.0)                                                                              | 14.3 (57.7)                                                                              | 10.9 (51.6)                                                                              | 8.3 (46.9)                                                                               | 7.7 (45.9)                                                                               | 9.2 (48.6)                                                                               | 11.3 (52.3)                                                                              | 14.2 (57.6)                                                                              | 17.0 (62.6)                                                                              | 19.5 (67.1)                                                                              | 14.2 (57.6)                                                                              |
| Tối thiểu trung bình ngày °C (°F)                                                        | 11.8 (53.2)                                                                              | 11.1 (52.0)                                                                              | 9.4 (48.9)                                                                               | 6.9 (44.4)                                                                               | 4.9 (40.8)                                                                               | 3.3 (37.9)                                                                               | 2.5 (36.5)                                                                               | 3.4 (38.1)                                                                               | 5.2 (41.4)                                                                               | 7.2 (45.0)                                                                               | 9.0 (48.2)                                                                               | 10.9 (51.6)                                                                              | 7.1 (44.8)                                                                               |
| Thấp kỉ lục °C (°F)                                                                      | 2.7 (36.9)                                                                               | 0.1 (32.2)                                                                               | 1.0 (33.8)                                                                               | −3.4 (25.9)                                                                              | −5.8 (21.6)                                                                              | −6.0 (21.2)                                                                              | −6.0 (21.2)                                                                              | −5.6 (21.9)                                                                              | −4.5 (23.9)                                                                              | −2.7 (27.1)                                                                              | 0.0 (32.0)                                                                               | 1.0 (33.8)                                                                               | −6.0 (21.2)                                                                              |
| Lượng Giáng thủy trung bình mm (inches)                                                  | 0.3 (0.01)                                                                               | 1.3 (0.05)                                                                               | 3.8 (0.15)                                                                               | 12.9 (0.51)                                                                              | 44.2 (1.74)                                                                              | 69.8 (2.75)                                                                              | 69.3 (2.73)                                                                              | 38.1 (1.50)                                                                              | 22.5 (0.89)                                                                              | 11.0 (0.43)                                                                              | 7.0 (0.28)                                                                               | 1.7 (0.07)                                                                               | 281.9 (11.10)                                                                            |
| Số ngày giáng thủy trung bình                                                            | 0                                                                                        | 0                                                                                        | 1                                                                                        | 3                                                                                        | 5                                                                                        | 7                                                                                        | 7                                                                                        | 6                                                                                        | 5                                                                                        | 2                                                                                        | 1                                                                                        | 0                                                                                        | 37                                                                                       |
| Độ ẩm tương đối trung bình (%)                                                           | 57                                                                                       | 60                                                                                       | 65                                                                                       | 71                                                                                       | 80                                                                                       | 84                                                                                       | 84                                                                                       | 81                                                                                       | 78                                                                                       | 71                                                                                       | 63                                                                                       | 58                                                                                       | 71                                                                                       |
| Số giờ nắng trung bình tháng                                                             | 362.7                                                                                    | 302.3                                                                                    | 272.8                                                                                    | 201.0                                                                                    | 155.0                                                                                    | 120.0                                                                                    | 145.7                                                                                    | 161.2                                                                                    | 186.0                                                                                    | 248.0                                                                                    | 306.0                                                                                    | 347.2                                                                                    | 2.807,9                                                                                  |
| Số giờ nắng trung bình ngày                                                              | 11.7                                                                                     | 10.7                                                                                     | 8.8                                                                                      | 6.7                                                                                      | 5.0                                                                                      | 4.0                                                                                      | 4.7                                                                                      | 5.2                                                                                      | 6.2                                                                                      | 8.0                                                                                      | 10.2                                                                                     | 11.2                                                                                     | 7.7                                                                                      |
| Nguồn 1: Dirección Meteorológica de Chile                                                |                                                                                          |                                                                                          |                                                                                          |                                                                                          |                                                                                          |                                                                                          |                                                                                          |                                                                                          |                                                                                          |                                                                                          |                                                                                          |                                                                                          |                                                                                          |
| Nguồn 2: Universidad de Chile (nắng)                                                     |                                                                                          |                                                                                          |                                                                                          |                                                                                          |                                                                                          |                                                                                          |                                                                                          |                                                                                          |                                                                                          |                                                                                          |                                                                                          |                                                                                          |                                                                                          |

## Dân số

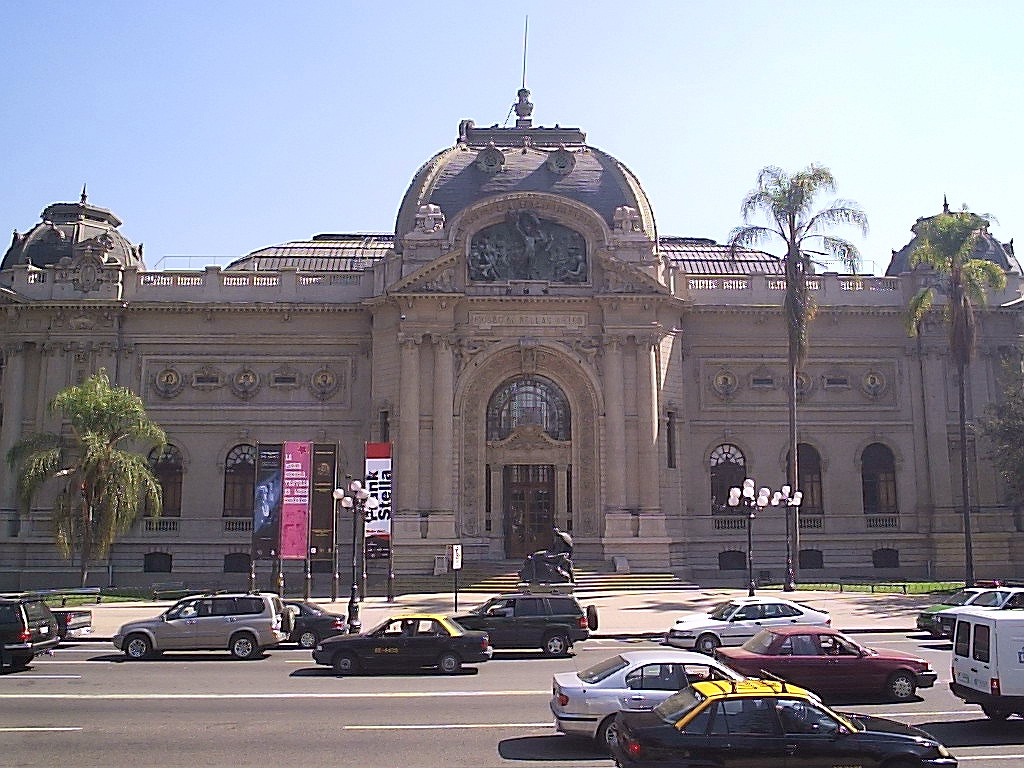
Bảo tàng Bellas Artes

Theo dữ liệu thu thập được trong cuộc điều tra dân số năm 2002 của Viện thống kê quốc gia, dân số khu vực đô thị Santiago đã đạt 5.242.590 người, tương đương với 35,91% trong tổng dân số và 89,56% tổng dân số khu vực. Con số này phản ánh sự tăng trưởng rộng lớn trong dân số của thành phố trong thế kỷ 20: năm 1907 đã có 383.587 cư dân; 1.010.102 vào năm 1940; 2.009.118 vào năm 1960; 3.899.619 năm 1982; và 4.729.128 vào năm 1992. (tỷ lệ phần trăm dân số, năm 2007)
Sự tăng trưởng dân số của Santiago đã trải qua một số thay đổi trong quá trình lịch sử của nó. Trong những năm đầu của nó, thành phố có tỷ lệ tăng trưởng 2,68% mỗi năm cho đến thế kỷ 17, sau đó xuống dưới 2% mỗi năm cho đến những con số đầu thế kỷ 20. Trong suốt thế kỷ 20, Santiago đã trải qua một vụ nổ dân số khi nó hấp thụ di cư từ các trại khai mỏ ở miền bắc Chile trong cuộc khủng hoảng kinh tế những năm 1930. Dân số tăng mạnh qua di cư từ các khu vực nông thôn từ 1940 đến 1960. Sự di cư này đi kèm với tỷ lệ sinh cao và tăng trưởng hàng năm đạt 4,92% trong giai đoạn từ 1952 đến 1960. Tăng trưởng đã giảm, đạt 1,35% vào đầu những năm 2000. Quy mô của thành phố mở rộng liên tục; 20.000 ha của Santiago bao gồm năm 1960 tăng gấp đôi vào năm 1980, đạt đến 64.140 ha vào năm 2002. Mật độ dân số ở Santiago là 8.446 người/km2.
Dân số của Santiago đã có sự gia tăng đều đặn trong những năm gần đây. Năm 1990 tổng dân số dưới 20 tuổi là 38,04% và 8,86% trên 60 tuổi. Ước tính năm 2007 cho thấy 32,89% nam giới và 30,73% phụ nữ dưới 20 tuổi, trong khi 10,23% nam giới và 13,43% phụ nữ hơn 60 năm. Trong năm 2020, con số này là 26,69% và 16,79%.
4.313.719 người ở Chile nói rằng họ sinh ra ở một trong những xã của vùng đô thị Santiago, theo cuộc Tổng điều tra năm 2002, chiếm 28,54% tổng số quốc gia. 67,6% cư dân hiện tại của Santiago tuyên bố đã được sinh ra tại một trong những xã của khu vực đô thị. 2,11% dân số là người nhập cư, chủ yếu từ các quốc gia Mỹ Latinh khác như Argentina và Peru.

## Kinh tế

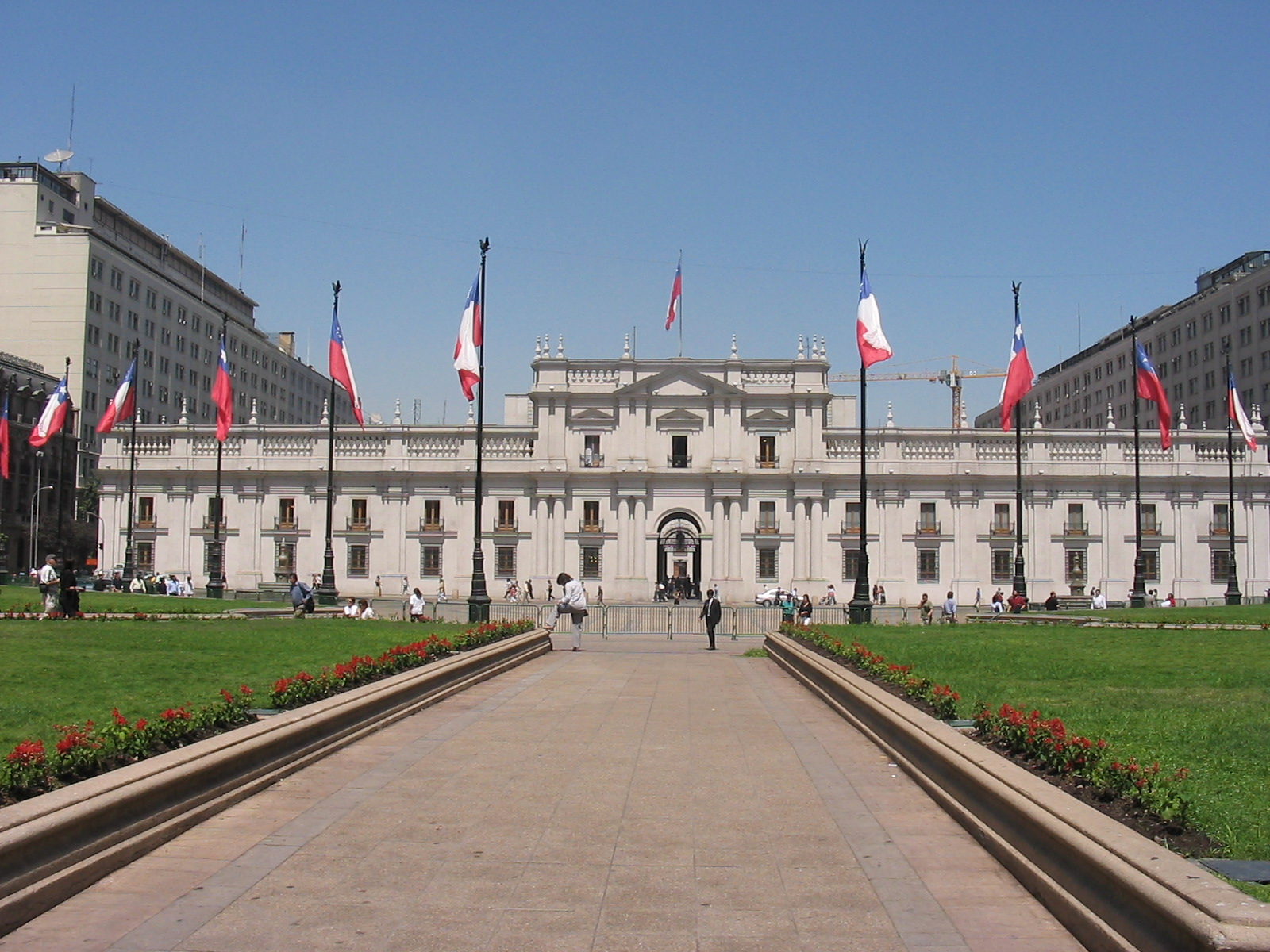
Palacio de La Moneda ở trung tâm Santiago

Santiago là trung tâm công nghiệp và tài chính của Chile, chiếm 45% GDP của nước này. Một số tổ chức quốc tế, như ECLAC (Ủy ban Kinh tế Châu Mỹ Latinh và Caribê), có văn phòng tại Santiago. Nền kinh tế mạnh và nợ chính phủ thấp đang thu hút người nhập cư từ châu Âu và Hoa Kỳ.
Sự tăng trưởng kinh tế ổn định của Santiago trong vài thập kỷ qua đã biến nó thành một đô thị hiện đại. Thành phố bây giờ là nơi có sân khấu và nhà hàng đang phát triển, phát triển ngoại ô rộng lớn, hàng chục trung tâm mua sắm và những tòa nhà chọc trời, bao gồm toà nhà cao nhất ở Châu Mỹ Latinh, Gran Torre Santiago. Nó bao gồm một số trường đại học lớn và đã phát triển cơ sở hạ tầng giao thông hiện đại, bao gồm một hệ thống đường cao tốc đô thị miễn phí và hệ thống tàu điện ngầm đô thị Metro de Santiago cũng miễn phí.

### Phát triển thương mại

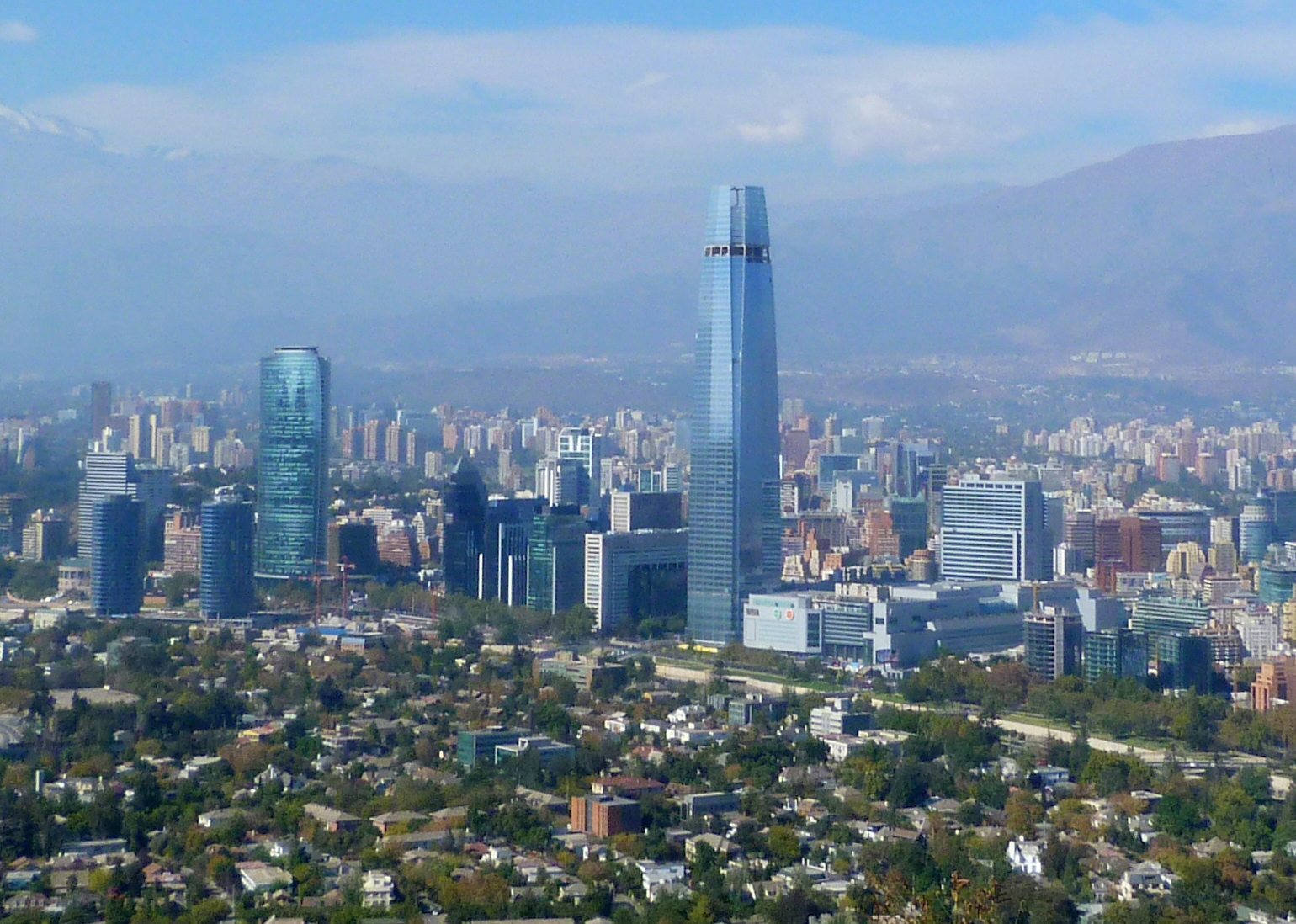
Bầu trời Santiago

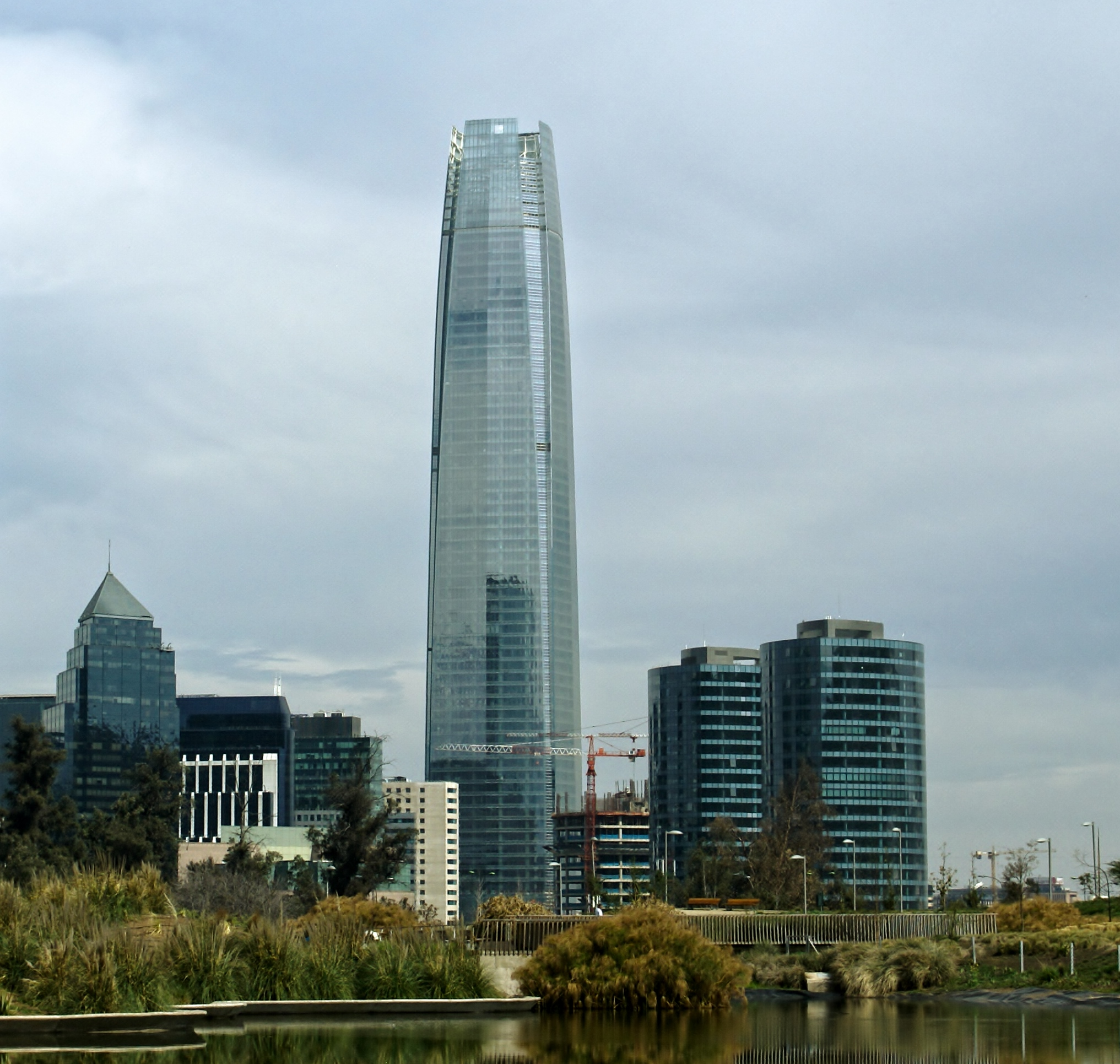
Gran Torre Santiago, một phần của trung tâm Costanera, là tòa nhà cao nhất ở Nam Mỹ.

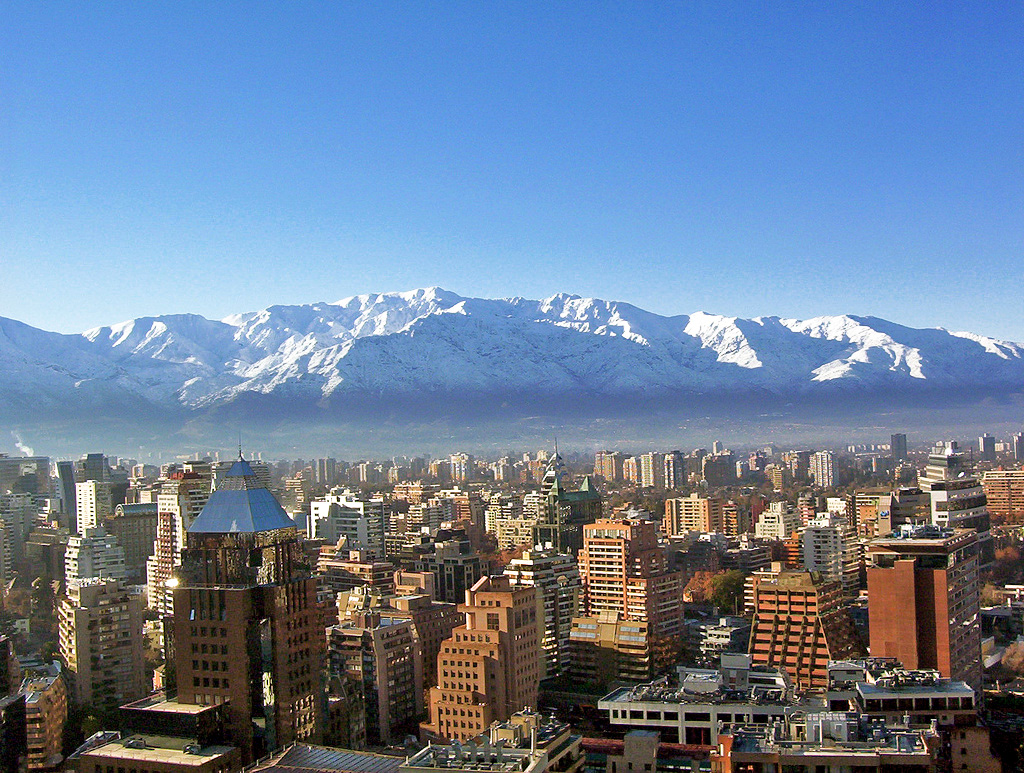
Trung tâm tài chính Santiago

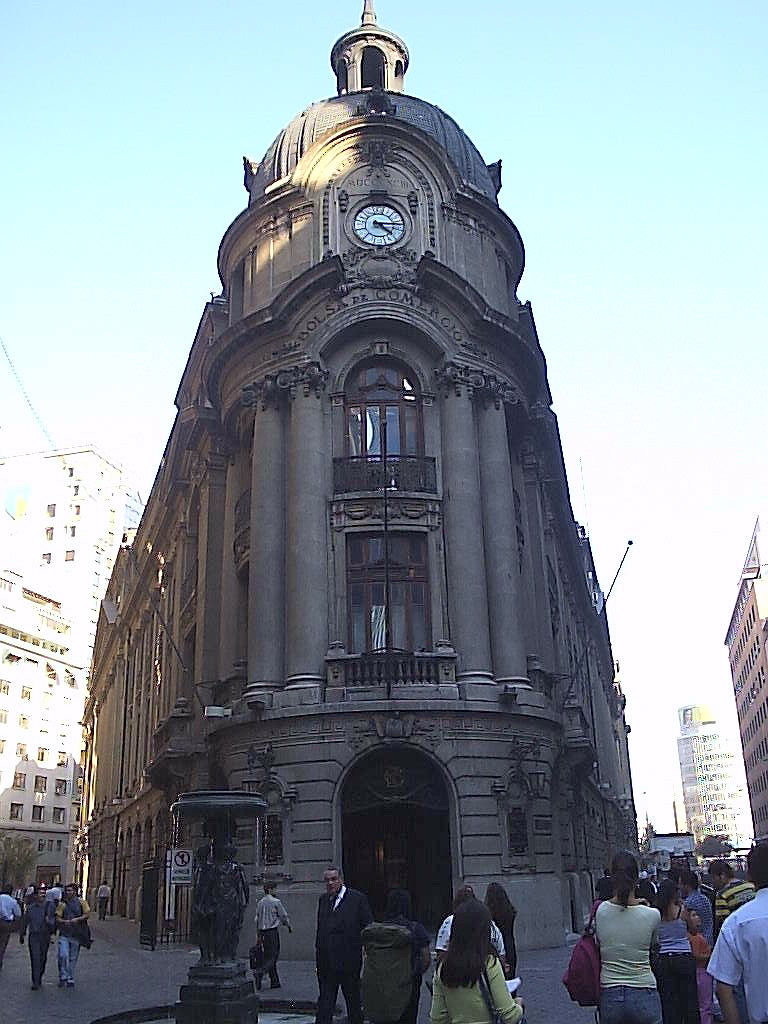
Sở giao dịch chứng khoán Santiago

Trung tâm Costanera, một dự án lớn ở Quận Tài chính Santiago, bao gồm một trung tâm mua bán rộng 280.000 mét vuông (300.000 mét vuông), một tháp cao 300 mét (980 ft), hai tháp văn phòng cao 170 mét (558 ft) và một khách sạn cao 105 mét (344 ft). Vào tháng 1 năm 2009, Cencosud, người bán lẻ phụ trách, nói trong một tuyên bố rằng việc xây dựng mega-mall sẽ dần dần được giảm xuống cho đến khi sự không chắc chắn về tài chính bị xóa bỏ. Vào tháng 1 năm 2010, Cencosud đã thông báo khởi động dự án, và đây được coi là biểu tượng cho sự thành công của đất nước trong cuộc khủng hoảng tài chính toàn cầu. Gần Trung tâm Costanera một tòa nhà chọc trời khác đã được sử dụng, Titanium La Portada, cao 190 mét (623 ft). Mặc dù đây là hai dự án lớn nhất, có nhiều tòa nhà văn phòng khác đang được xây dựng tại Santiago, cũng như hàng trăm tòa nhà cao tầng. Vào tháng 2 năm 2011, Gran Torre Santiago, một phần của dự án Trung tâm Costanera, nằm trong quận Sanhattan đã đạt mốc 300 mét, chính thức trở thành tòa nhà cao nhất ở Mỹ Latinh.
Santiago là thủ đô bán lẻ của Chilê. Falabella, Paris, Johnson, Ripley, La Polar và một số cửa hàng bách hóa khác đã chấm điểm cảnh quan trung tâm mua sắm của Chile. Các khu phố phía đông như Vitacura, La Dehesa và Las Condes là nơi có đường phố Alonso de Cordova của Santiago, và những trung tâm mua sắm như Parque Arauco, Alto Las Condes, Mall Plaza (một chuỗi các trung tâm mua sắm hiện diện ở Chile và các quốc gia Mỹ Latinh khác) và Costanera Trung tâm nổi tiếng với việc mua sắm sang trọng. Alonso de Cordova, Santiago tương đương với Rodeo Drive hoặc Rua Oscar Freire ở São Paulo, có cửa hàng độc quyền như Louis Vuitton, Hermès, Emporio Armani, Salvatore Ferragamo, Ermenegildo Zegna, Swarovski, MaxMara, Longchamp và những người khác. Alonso de Cordova cũng có một số nhà hàng nổi tiếng nhất của Santiago, phòng trưng bày nghệ thuật, phòng trưng bày rượu vang và cửa hàng đồ gỗ. Trung tâm Costanera có các cửa hàng như Armani Exchange, Banana Republic, Façonnable, Hugo Boss, Swarovski và Zara. Có kế hoạch cho một Saks Fifth Avenue ở Santiago. Một số thương nhân trong thành phố như Trung tâm Mercado de Santiago bán hàng hoá địa phương. Barrio Bellavista và Barrio Lastarria có một số câu lạc bộ đêm, quán cà phê và nhà hàng sang trọng.

## Giáo dục
Thành phố này có nhiều trường đại học, cao đẳng, viện nghiên cứu và thư viện.
Đại học lớn nhất và là một trong những trường đại học lâu đời nhất ở Châu Mỹ là Universidad de Chile. Nguồn gốc của trường Đại học có từ năm 1622, ngày 19 tháng 8, là trường đại học đầu tiên ở Chile dưới tên Santo Tomás de Aquino được thành lập. Ngày 28 tháng 7 năm 1738, nó được đặt tên là Real Universidad de San Felipe để tôn vinh vua Philip V của Tây Ban Nha. Trong tiếng địa phương, nó còn được gọi là Casa de Bello (tiếng Tây Ban Nha: House of Bello - sau khi Rector đầu tiên của họ, Andrés Bello). Ngày 17 tháng 4 năm 1839, sau khi Chile được độc lập khỏi Vương quốc Tây Ban Nha, nó được đổi tên thành Universidad de Chile, và mở cửa lại vào ngày 17 tháng 9 năm 1843. Trường đại học này có CLB bóng đá riêng đang thi đấu ở giải vô địch bóng đá quốc gia Chile.
Pontificia Universidad Católica de Chile (PUC) được thành lập vào tháng 6 năm 1888 và được xếp hạng là trường tốt nhất ở Mỹ Latinh năm 2014. Vào ngày 11 tháng 2 năm 1930, nó được tuyên bố là một trường đại học theo sắc lệnh của Đức Giáo hoàng Piô XI. Nó được công nhận bởi chính phủ Chilê như là một Đại học Giáo hoàng được chỉ định vào năm 1931. Joaquín Larraín Gandarillas (1822-1897), Tổng giám mục Anazarba, là người sáng lập và là Hiệu trưởng đầu tiên của PUC. PUC là một trường đại học hiện đại; khuôn viên của San Joaquin có một số tòa nhà hiện đại và có nhiều công viên và cơ sở thể thao. Một số khóa học được tiến hành bằng tiếng Anh. Chủ tịch cũ, Sebastián Piñera, Bộ trưởng Ricardo Raineri, và Bộ trưởng Hernán de Solminihac đã tham dự PUC với tư cách là sinh viên và làm việc tại PUC như các giáo sư. Trong quá trình nhập học năm 2010, khoảng 48% sinh viên đạt được điểm cao nhất trong Prueba de Selección Universitaria đã được theo học tại UC

### Các trường đại học
- Pontificia Universidad Católica de Chile (Pontificial) spanish Lưu trữ ngày 27 tháng 4 năm 2007 tại Wayback Machineenglish Lưu trữ ngày 27 tháng 4 năm 2007 tại Wayback Machine
- Pontificia Universidad Católica de Valparaíso (Pontificial) spanishenglish Lưu trữ ngày 3 tháng 3 năm 2008 tại Wayback Machine
- Universidad de Chile (Of Chilean State) spanish
- Universidad Técnica Federico Santa María (Tư thục) spanish Lưu trữ ngày 28 tháng 2 năm 2008 tại Wayback Machineenglish Lưu trữ ngày 28 tháng 2 năm 2008 tại Wayback Machine
- Universidad de Valparaíso (Of Chilean State) spanish
- Universidad de Santiago (Of Chilean State) spanish
- Universidad Tecnológica Metropolitana (Of Chilean State) spanish
- Universidad Metropolitana de Ciencias de la Educación (Of Chilean State) spanish
- Universidad de los Andes (Tư thục) spanish
- Universidad Adolfo Ibañez (Tư thục) spanish
- Universidad Finis Terrae (Tư thục) spanish
- Universidad Andrés Bello (Tư thục) spanishenglish Lưu trữ ngày 22 tháng 4 năm 2008 tại Wayback Machine
- Universidad del Desarrollo (Tư thục) spanish
- Universidad Mayor (Private) spanish
- Universidad Diego Portales (Tư thục) spanish
- Universidad La República (Tư thục) spanish Lưu trữ ngày 12 tháng 1 năm 2007 tại Wayback Machine